# Вельд (рассказ)
«Вельд» (англ. The Veldt) — рассказ Рэя Брэдбери, напечатанный 23 сентября 1950 года в журнале The Saturday Evening Post и переизданный в 1951 году в сборнике «Человек в картинках». Первоначальное название рассказа — «Мир, созданный детьми» (The World the Children Made).

## Сюжет
В автоматизированном доме «Всё для счастья», заполненном машинами, которые делают за людей всё: от приготовления еды до завязывания шнурков — живёт семья. Двое детей, Питер и Венди (их имена — дань Питеру Пену и Венди Дарлинг), очарованы детской комнатой, способной воспроизвести любое место, которое они представят.
Родители, Джордж и Лидия, начинают подозревать, что в детской что-то неладно. Их беспокоит, что она представляет собой вельд: дикую Африку со львами, поедающими туши, как они полагают, животных. Также они там находят воссозданными свои вещи и слышат странные знакомые звуки. Удивлённые, почему их дети так увлечены сценами смерти, они решают позвонить психиатру Дэвиду Макклину.
Дэвид предложил им покинуть дом, уехать в деревню и стать более самостоятельными. Дети умоляли родителей позволить им ещё хоть раз посетить детскую комнату: комната заменяла им настоящих родителей. Они жили ради комнаты. Родители уступили и разрешили провести в детской одну минуту. Когда они вошли в комнату, чтобы забрать детей, Питер и Венди закрыли их там снаружи. Появившийся вскоре на пороге Дэвид Макклин обнаружил в комнате детей, наслаждавшихся ланчем в вельде, а вдали — поедавших что-то львов. Читатель понимает, что Джордж и Лидия умерли от рук собственных детей, которые настолько часто представляли львов, поедающих родителей, что это стало реальностью.

## Адаптации
- В 1987 году в СССР вышел фильм «Вельд», в котором переплетаются несколько рассказов Рэя Бредбери.
- В 2007 году BBC выпустило радио-версию «The Veldt», которая транслировалась на BBC Radio 4.
- В 2012 году канадский музыкант deadmau5 выпустил песню «The Veldt» на слова Криса Джеймса. Поскольку Рэй Брэдбери не дожил до релиза клипа на песню, он стал трибьютом к творчеству писателя[1].